# 히토리 봇치의 ○○생활
《히토리 봇치의 ○○생활》(일본어: ひとりぼっちの○○生活 히토리 봇치노 마루마루 세카쓰[*], 영어: Hitori Bocchi: Life's Alone)은 카츠오 의해 만들어진 일본의 네 컷 만화다. KADOKAWA의 만화 잡지 《코믹 전격 대왕 G》 창간호부터 92호까지 연재되었다.

## 줄거리
히토리 봇치는 소꿉친구 야와라 카이와, 중학교에서 클래스 전원과 친구가 되지 않는 한 절교한다는 약속을 해 버린다. 낯을 가리는 봇치는 친구를 만드는 데 어려움을 겪으면서도 앞 자리의 스나오 나코를 비롯해 생긴 친구와의 교류를 통해 조금씩 친구를 늘려간다.

## 등장인물

### 주요 인물
히토리 봇치(一里ぼっち)
성우 - 모리시타 치사키
본작의 주인공인 여학생. 공립 사쿠라 제2중학교 1학년 1반 → 2학년 1반 → 3학년 1반. 친한 친구지만 중학교 입학 때에 진로가 나뉜 유일한 친구인 카이로부터 "중학교 졸업까지 학급 전원과 친구가 되지 않는 한 절교"한다는 말을 듣고 그녀와 화해하기 위해서 중학교에서 친구 만들기에 나서게 된다.
몸집이 작고 사이드 테일에 큰 꽃의 머리 장식을 붙이고 있다. 사람을 좋아하지만 극도의 낯가림이 있다. 지나친 긴장 상태에 빠지면 토하는 버릇이 있어 최초의 자기 소개로 빠르게 구역질하고 만다. 네거티브 사고이지만 묘한 행동력이 있어 친구가 서서히 늘어난다. 겁쟁이지만 성실하고 머리가 좋아서 사전에 친구 만들기 계획과 회화 대본, 소재의 메모를 준비하는 등 지속적으로 작전을 세우는 것이 특기. 하지만 현실은 헛돌기만 할 때가 많다. 자기 소개에 의하면, 좋아하는 음식은 낫토 밥으로 매일 먹는다.
커뮤니케이션의 경험이 부족하기 때문인지 남의 말의 이면을 읽고 진의를 짐작이 서투르고 완곡한 표현을 하면 종종 그 말대로 받아 엉뚱한 반응을 한다. 그러나 남의 사소한 반응으로 쉽게 고립되는 불안에 사로잡힌 반응을 하는 경우도 많다. 남의 마음의 기미에도 둔감하고 무신경한 언행으로 나코를 화나게 만들어 버리기도 했다. 그런 많은 결점은 친구가 늘어나면서 바뀌며 조금씩 성장한다. 또 친구는 아니지만 라이벌인 카코의 존재가 강하게 있을 계기가 됐다.
스나오 나코(砂尾なこ)
성우 - 타나카 미나미
봇치의 앞 자리에 앉은 여학생. 봇치 왈 "앞 자리의 사람". 봇치가 클래스에서 처음으로 말한 상대. 봇치가 친구가 되고 싶다고 말한 것이 기뻤고, 첫 친구 만들기를 포기하고 도망친 봇치를 쫓아, 비 속을 함께 우산을 사용해 돌아가는 가운데 친구가 된다. 봇치의 목적은 카이와의 친목이었고, 친구가 되는 상대는 누구나 좋았다는 것을 알았고, 한때는 화가 나서 거리를 두었지만, 화해했다. 봇치의 중학교 생활 첫 친구로 제일 이해자다.
크고 쇼트 헤어의 금발이 튄다. 왼쪽에 눈 주변에 있는 검정 사마귀가 있고 본인은 신경 쓰고 있다. 은 눈에 시무룩한 얼굴, 금발에 짧은 치마만 무뚝뚝한 어조, 사탕을 빨면서 하교하는 등 언뜻 무서워서 품행이 나쁜 인상을 받기 쉽다. 하지만 그것과 반대로 귀찮고 굉장히 상냥한 성격으로 봇치의 노력을 지켜보고 격려하고 응원하고 있다. 봇치가 다가오는 사람이 나쁜 사람 아닌가, 몰래 조사하고 있는 모습도 보인다.
혼쇼 아루(本庄アル)
성우 - 키토 아카리
봇치가 반에서 2번째로 친구가 된 여자. 클래스의 부위원장. 나코를 화나게 해버리고 고민하던 봇치에게 말을 걸고 둘이 화해하는 계기를 마련했다. 어느 날뿐의 희망으론 것 3명이 함께 하교, 그곳에서 교류를 깊게 한다.
머리는 포니테일 업의 붉은 색의 슈슈를 하고 있다. 기승스런 성격에 미소를 지으며 우등생으로 행세하고 있다. 클래스에서는 2번째 정도의 인기인. 테니스부에 소속되어 있지만 테니스 좋아한다는 것이 아니고 가끔 테니스부를 빼먹고 있다.
실은 예전부터 실패를 하는 경향이 있고 안타까운 아이로 주변에 말해지고 있으며, 그것을 씻고 완벽한 여자로 중학교 데뷔를 꾸미려 하고 있었지만, 입학하자마자 옷에 옷걸이를 쓴 채 등교하는 실패를 봇치에게 알려지고 말았다. 이후 나코에게 무엇인가 "유감"이라고 하며 농담거리가 된다. 그 뒤 소토카, 카코도 유감스러운 모습을 알게 되며, 아루에게 있어서도 자신을 꾸밈 없이 접할 수 있는 특별한 친구가 된다.
소토카 라키타(ソトカ・ラキター)
성우 - 쿠로세 유우코
혼자 일본에 찾아온 봇치에 앉아 있는 외국인 여자. 닌자를 만나고 싶어서 일본에 왔다. 남의 눈을 피하며 움직이는 봇치를 닌자라고 착각하고 접근하고 그의 친구가 아닌 "제자"가 되었다. 이후 봇치를 "스승"이라고 부른다. 1학년 2학기 말에 정식으로 3번째가 됐다. 애니메이션 판에서는 1학년 3학기에 5번째 친구가 되었다.
쿠라이 카코(倉井佳子)
성우 - 이치노세 카나
봇치의 반 풍기 위원. 머리에 머리띠를 하고 있다. 1학년 1학기 마지막 날에, 봇치의 친구가 되려고 시도한 사람. 일부러 교복을 옷의 일부를 일부러 흐트러뜨리고 있던 봇치에게 리본을 주면서 대화를 나누었다. 리본을 돌려주면서 수다를 떨고 싶다고 말한 봇치에게, 수다 정도라면 좋지만 친구는 만들지 않는 주의라고 선언해 봇치를 낙담시켰다.
자신의 과거부터 혼자서도 살아가도록 강해지고 싶다는 생각 때문에 "친구는 만들지 않는 주의"이지만, 한편으로뿐 일을 자신과는 대극적으로 친구를 만들기에 강해지는 사람이라고 인식하고 친구는 되지 않고 라이벌을 선언했다. 이후 봇치을 의식하면서 카코를 바꿔서 친구가 되고 싶은 봇치와 함께 있는 것이 늘고 있다.

### 그 외 클래스메이트 및 학교 관계자
카와이 이노(河合依乃)
성우 - 하루무라 나나
봇치의 클래스의 위원장. 뭐든지 제일이 되고 싶고, 귀여움도 자신이 제일이라고 분명히 말한다.
츠요시 노조무(津吉望)
성우 - 키토 아카리
강해지는 것을 동경해, 클래스메이트에서 가장 강한 사람을 찾고 있었다. 처음에는 나코를 관찰하고 있었지만, 봇치 주위에 사람이 모여 있는 것을 깨닫고, 봇치를 가장 강한 사람이라고 생각하고 있었다.
미나가와 라우(美柰川らう)
성우 - 무카이 리부
봇치의 클래스메이트로 반의 인기인.
오오이치 시키(大市四季)
반의 7명의 남학생 중 한 명.
이나카나 마리(稲金真里)
봇치의 클래스메이트로 상경해온 여자.
오나카 페코
성우 - 하루무라 나나
봇치의 클래스메이트. 단 것을 좋아한다.
야마다 하나코(山田花子)
성우 - 나가에 리카
봇치의 클래스메이트로, 테니스부.
이케나 이코(池菜衣子)
봇치의 클래스메이트로, 매드 사이언티스트를 동경하는 여자.
킨시 스기야(金志杉也)
반의 7명의 남학생 중 한 명. 안경을 쓰고 있다.
후타고 노사키(二子乃咲)
성우 - 타나카 타카코
봇치의 반에서 쌍둥이 언니.
후타고 노츠기(二子乃継)
성우 - 코노 히요리
봇치의 반에서 쌍둥이 여동생.
오죠우사 마요(小篠咲真世)
성우 - 미야시타 사키
봇치의 클래스메이트로, 부잣집 딸.
타마토 루히토(玉戸流人)
반의 7명의 남학생 중 한 명. 크고 티셔츠를 입고 있다. 야구부에서 포수.
후토 코우(布藤香)
봇치의 클래스메이트로, 등교 거부 중인 여자.
네가 마지메(根賀まじめ)
봇치의 반의 여학생. 갸루 같은 모습으로 머리카락은 스트레이트 파마.
스토 레이토(須戸礼翔)
성우 - 아마미 유리나
반의 7명의 남학생 중 한 명. 야구부에서 왼팔 투수.
쿄우 후지요시(京藤吉)
반의 7명의 남학생 중 한 명. 축구부.
토쿠이 반토(徳井伴斗)
성우 - 코바야시 다이키
반의 7명의 남학생 중 한 명. 야구부. 번트 담당.
호무 란(保武嵐)
성우 - 마에다 레나
반의 7명의 남학생 중 한 명. 야구부에서 슬러거.
오토코가 라쿠(音古賀らく)
봇치의 반의 여학생. 여자의 달콤한 대화가 서투르고, 항상 남자와 행동하고 있다.
쿠리에 이토(栗枝衣抄)
성우 - 쿠로키 호노카
봇치의 반의 도서위원.
히메지 야나이(姫路やない)
성우 - 와타다 미사키
봇치의 클래스메이스로, 공주를 동경하는 여학생.
오시에 테루요(押江照代)
성우 - 타카하시 미나미
봇치가 다니는 중학교의 여성 교사.
나카나이 카라네
성우 - 토미시로 마도카
2학년상의 선배(3학년 1반).

### 그 외 관련인물
야와라 카이(八原かい)
성우 - 코하라 코노미
봇치의 소꿉친구. 지금은 봇치와는 다른 사립 중학교에 다니고 있다.
타타쿠도 라무(多田久渡らむ)
성우 - 마에카와 료코
카이와 노래방에 온 중학교에서 카이의 친구.
히쿠베 에스(挽辺恵澄)
성우 - 마키노 아마네
카이와 노래방에 온 중학교에서 카이의 친구.

## 서지 정보
- 카츠오 《히토리 봇치의 ○○생활》 KADOKAWA 〈전격 코믹스 NEXT〉, 전 8권
  1. 2014년 11월 27일 발매[4], ISBN 978-4-04-866984-9
  2. 2016년 1월 27일 발매[5], ISBN 978-4-04-865646-7
  3. 2017년 1월 27일 발매[6], ISBN 978-4-04-892567-9
  4. 2018년 2월 26일 발매[7], ISBN 978-4-04-893641-5
  5. 2019년 3월 27일 발매[8], ISBN 978-4-04-893641-5
  6. 2020년 2월 25일 발매[9], ISBN 978-4-04-913033-1
  7. 2021년 1월 27일 발매[10], ISBN 978-4-04-913610-4
  8. 2021년 6월 25일 발매[11][12], ISBN 978-4-04-913850-4 /ISBN 978-4-04-913851-1 (특장판)

## TV 애니메이션
2019년 4월부터 6월까지 마이니치 방송 "아니메이즘", AT-X 등에서 방송되었다.

### 스태프
- 원작 - 카츠오(カツヲ)[14]
- 감독 - 안자이 타케후미(安齋剛文)[14]
- 시리즈 구성 · 각본 - 하나다 줏키[14]
- 캐릭터 디자인 - 타나카 키이(田中紀衣)[14]
- 조감독 - 이케시타 히로키(池下博紀)[15]
- 의상 디자인 - 이마다 아카네(今田茜)[15]
- 색채 설계 - 타카기 마사토(高木雅人)[15]
- 미술 설정 - 이케다 유지(池田祐二)[15]
- 미술 보드 - 잇시키 미오(一色美緒)[15]
- 미술 감독 - 나가오카 시오리(長岡志織)[15]
- 프롭 디자인 - 미즈무라 요시오(水村良男)[15]
- 배경 - 바쿠 프로덕션, 스튜디오 와이어스[15]
- 3D 디렉터 - 무카이 준페이(向純平)[15]
- 촬영 감독 - 이타쿠라 아유미(板倉あゆみ)[15]
- 촬영 - 스튜디오 시안[15]
- 편집 - 야마기시 호나미(山岸歩奈実)[15]
- 음향 감독 - 후지타 아키코(藤田亜紀子)[15]
- 음향 제작 - HALF H·P STUDIO[15]
- 음악 - 타카다 류이치(高田龍一), 타나카 히데카즈(田中秀和)[15]
- 음악 프로듀서 - 사이토 시로(斎藤滋)[15]
- 음악 제작 - KADOKAWA[15]
- 프로듀서 - 요시타케 신타로, 코바야시 유미코, 아오이 히로유키, 이소가이 노리토모, 난바라 미츠히로, 이가라시 카즈키, 모토키 마루이
- 애니메이션 프로듀서 - 야마다 료스케(山田良輔), 시마다 요스케(島田洋輔)
- 애니메이션 제작 - C2C[14]
- 제작 - 히토리 봇치의 제작위원회(KADOKAWA, MBS, AT-X, 프론티어 웍스, 사이버 스텝, 카네츠 인베스트먼트, 글로벌 솔루션즈)[14]

### 주제가
히토리 봇치의 모노로그
히토리 봇치(모리시타 치사키), 스나오 나코(타나카 미나미), 혼쇼 아루(키토 아카리), 소토카 라키타(쿠로세 유우코)가 부른 오프닝 테마. 작사는 안도 사사, 작곡은 타노에 마모루, 편곡은 마츠다 아키토.
그래, 같이 돌아가자.
히토리 봇치(모리시타 치사키)가 부른 엔딩 테마. 작사는 안도 사사, 작곡·편곡은 니시자카 쿄헤이.
폭소 봇치 학원 교가(제6화)
히토리 봇치(모리시타 치사키), 스나오 나코(타나카 미카이), 혼조 아루(키토 아카리), 소토카 라키타(쿠로세 유코)가 부른 제6화에만 사용된 엔딩 테마. 작사는 히토리 봇치, 작곡은 시마미야 에이코, 편곡은 마츠다 아키토.
지지마라 아루 빛나라 아루
혼조 아루(키토 아카리)가 부른 제5화 삽입곡. 작사는 혼조 아루, 작곡은 시마미야 에이코, 편곡은 키쿠치 료타.

### 방영 목록
| 화수   | 제목                                               | 그림 콘티       | 연출                            | 작화 감독                                                                             | 총작화 감독                           | 방송일         |
| ------ | -------------------------------------------------- | --------------- | ------------------------------- | ------------------------------------------------------------------------------------- | ------------------------------------- | -------------- |
| 제1화  | はじめての告白 첫 고백                             | 안자이 타케후미 | 이케시타 히로키                 | 야마자키 아츠코                                                                       | 타나카 키이                           | 2019년 4월 6일 |
| 제2화  | 本当はありがとう 사실은 고마워                     | 안자이 타케후미 | 미시오 텐페이                   | 타나베 요코                                                                           | 오다 타케시                           | 4월 13일       |
| 제3화  | つたわる空回り 전해지는 헛돎                       | 이와모토 야스오 | 타카라이 슌스케                 | 이마다 아카네                                                                         | 타나카 키이                           | 4월 20일       |
| 제4화  | 弟子になります 제자가 되겠어요                     | 이와모토 야스오 | 시미즈 카즈노부                 | 야마자키 아츠코 마에하라 카오루 요시다 코스케                                         | 오다 타케시                           | 4월 27일       |
| 제5화  | アルアルあるある 아루아루 있다있다                 | 하카타 마사토시 | 이케시타 히로키 타카라이 슌스케 | 야마자키 아츠코 타나베 요코 이마다 아카네                                             | 타나카 키이 오다 타케시               | 5월 4일        |
| 제6화  | 五七五で夏が来る 575로 여름이 온다                 | 오쿠다 세이지   | 미시오 텐페이                   | 오바타 켄 히키모토 아츠코 키리타니 마사키 하시모토 아스미                             | 타나카 키이                           | 5월 11일       |
| 제7화  | やわらかい涙 부드러운 눈물                         | 이와모토 야스오 | 미야케 칸지                     | 야부키 토모미                                                                         | 오다 타케시                           | 5월 18일       |
| 제8화  | 外からおかえり 밖에서 어서와                       | 하카타 마사토시 | 나가하마 노리히코               | 코지마 에리                                                                           | 사이토 아츠코                         | 5월 25일       |
| 제9화  | 絶好のカレーパンケーキ 절호의 카레빵 케이크        | 이와모토 야스오 | 시미즈 카즈노부                 | 야마자키 아츠코 타나베 요코 이마다 아카네                                             | 타나카 키이                           | 6월 1일        |
| 제10화 | はじめて言われたこと 처음으로 들어본 말            | 이케시타 히로키 | 우와지마 아유미                 | 스즈키 유키에 시게마츠 신이치 오오키 히로 후타가미 유카코                             | 오다 타케시 사이토 아츠코             | 6월 8일        |
| 제11화 | たぷたぷからプリプリまで 포동포동에서 물렁물렁까지 | 이와모토 야스오 | 타카라이 슌스케                 | 야마자키 아츠코 타나베 요코 이마다 아카네 코토 에리코                                 | 타나카 키이                           | 6월 15일       |
| 제12화 | もしかしたらきっと 어쩌면 분명                     | 하카타 마사토시 | 시미즈 카즈노부                 | 야마자키 아츠코 스즈키 유키에 코토 에리코 시마다 히데아키 오오키 히로 시게마츠 신이치 | 타나카 키이 오다 타케시 사이토 아츠코 | 6월 22일       |

### Web 라디오
Web 라디오 《히토리 봇치의 ○○라디오 생활》이, 온센에서 2019년 4월 5일부터 2019년 6월 28일까지 매주 금요일에 스트리밍되었다. 퍼스널리티는 히토리 봇치 역의 모리시타 치사키와 스나오 나코 역의 타나카 미나미.
| 마이니치 방송 아니메이즘 B2 | 마이니치 방송 아니메이즘 B2 | 마이니치 방송 아니메이즘 B2 |
| 이전 작품                   | 작품명                      | 다음 작품                   |
| --------------------------- | --------------------------- | --------------------------- |
| 마법소녀 특수전 아스카      | 히토리 봇치의 ○○생활        | 거친 계절의 소녀들이여      |